# The Haunted Hathaways
The Haunted Hathaways (Las Hathaways entre fantasmas en España y Hathaways: Una Historia Embrujada, aumentado también a The Haunted Hathaways: Una Historia Embrujada, o simplemente Una Historia Embrujada en Hispanoamérica) es una serie de televisión estadounidense transmitida por Nickelodeon, que se estrenó el 13 de julio de 2013. La serie sigue a una madre soltera con sus dos hijas que se van a vivir a Nueva Orleans a una nueva casa, pero lo que no saben es que allí habita otra familia, pero los integrantes son fantasmas, un padre soltero con dos hijos. Las dos familias pasan por distintos problemas, pero ya que se conocen realmente, hacen todo lo posible para pasar un momento increíble. En Hispanoamérica se estrenó el 1 de febrero de 2014. El 21 de octubre de 2013, Nickelodeon renovó a The Haunted Hathaways para una segunda temporada con 23 episodios.
La serie fue cancelada por el bajo índice de audiencia luego de 2 temporadas y 49 episodios totales, dando fin el 5 de marzo de 2015.
En Latinoamérica la serie terminó el 24 de septiembre de 2015 y en España durante el mismo año.

## Desarrollo
Después de que Nickelodeon confirmara 14 nuevos pilotos en 2012 para el año 2013, el canal confirmó varios de ellos, como lo son Sam & Cat, The Thundermans, Wendell & Vinnie, Monsters vs. Aliens, Power Rangers Megaforce, Sanjay and Craig entre otros. Nick se tardó casi 6 meses en aceptar el proyecto The Haunted Hathaways y fue confirmada el 1 de julio de 2013 para transmitir 20 episodios en una temporada.
The Haunted Hathaways, debutó el 13 de julio de 2013 a las 8:30pm (ET / PT), luego de un episodio estreno de Sam & Cat. Creado por el veterano escritor de comedia y productor Robert Peacock (Reba, The Jeff Foxworthy Show), la serie con guion de media hora cuenta con un elenco talentoso y narra el viaje de Michelle Hathaway y sus dos hijas, Taylor y Frankie, que se trasladan a Nueva Orleans sólo para descubrir que su nuevo hogar ya está siendo ocupado por un padre y sus hijos... que resultan ser fantasmas. Nuevos episodios de The Haunted Hathaways salieron al aire regularmente los sábados a las 8:30 p. m. (ET / PT). después de nuevos episodios de Sam & Cat en Nickelodeon, y también están disponibles al día siguiente de aire en iTunes, Amazon Instant Video, Xbox Vídeo, Vudú y otros.
"The Haunted Hathaways contó con un crossover llamada "7DF46EC5F8 The Haunted Thundermans" que contó con el elenco de la serie de NICKELODEON "Los Thundermans". Es un espectáculo de alto concepto que combina la familia mezclada con una nueva dimensión de la diversión en llevar la narración fresca y relevante para nuestra audiencia", dijo Russell Hicks, Presidente de Desarrollo de Contenidos y Producción de Nickelodeon. "Los fans estarán contentos de ver las travesuras tontas y comedia sobrenatural que sobreviene como nuestro equipo creativo y talentoso elenco que traen estas dos familias, literalmente, de mundos diferentes, a la vida."

## Sinopsis
The Haunted Hathaways sigue las aventuras de una familia mixta no tan típica. Cuando Michelle Hathaway (Ginifer King) se traslada a Nueva Orleans, para abrir una panadería con sus hijas Taylor (Amber Montana) y Frankie (Breanna Yde), aprenden rápidamente que la vida en "Big Easy" es muy diferente. Sin ellas saberlo, su nueva casa ya está ocupada por una familia fantasma compuesta por el músico de jazz, el padre Ray Preston (Chico Benymon), y sus hijos Miles (Curtis Harris) y Louie (Benjamin "Lil P-Nut" Flores, Jr.). Después de aceptar vivir bajo un mismo techo, llegan a preocuparse y hasta el no confiar el uno del otro durante la conducción de quicio - al igual que cualquier familia normal haría. Aunque preocupados al principio, los Hathaway pronto descubren cuánta vida puede ser divertida cuando se vive con los fantasmas.

## Lanzamiento
Nickelodeon confirma el estreno de la serie sobrenatural del género comedia  The Haunted Hathaways, el día sábado 13 de julio de 2013 a las 8:30pm/7:30pm C. en Estados Unidos, luego de un nuevo episodio de Sam & Cat. Nick mostrará nuevos episodios de esta serie todos los sábados a las 8:30pm. Se espera su estreno en Canadá, Reino Unido, Irlanda, Australia, Nueva Zelanda y Latinoamérica para febrero del 2014, y en España para el 2014.

## Reparto

### Personajes principales
- Curtis Harris como Miles Preston: es el hijo mayor de Ray, tiene 12 años y es el hermano mayor de Louie. Él es el más educado de los fantasmas Preston, y trata de los más difíciles de socializar con los seres humanos, especialmente de Taylor, tiene un mejor amigo, James.

- Amber Montana como Taylor Hathaway: es la hija mayor de Michelle Hathaway, tiene 14 años y es la hermana mayor de Frankie Hathaway. Como se ve en el primer episodio, es una gimnasta talentosa.

- Benjamin "Lil' P-Nut" Flores, Jr. como Louie Preston: es el hijo de Ray Preston, tiene 9 años y es el hermano menor de Miles Preston. Tiende a ser grosero y un poco en el lado sarcástico. Le encanta frecuentar y asustar a la gente, a pesar de que no ha dominado serlo bastante todavía.

- Breanna Yde como Frankie Hathaway: es la hija de Michelle Hathaway, tiene 9 años y es la hermana menor de Taylor. Ella es considerada extraña por sus compañeros, y abraza a la idea de vivir con los fantasmas.

- Ginifer King como Michelle Hathaway: es la madre soltera, de buen corazón, de sus dos hijas, Taylor y Frankie Hathaway. Ella está divorciada, y, junto con sus dos hijas, vive con los Preston, tiene una tienda de pasteles llamado "El Cuadrado".

- Chico Benymon como Ray Preston: es el padre de Louie y Miles. Como se pudo ver en el primer episodio, el toca el saxofón.

### Personajes secundarios
- Kayla Maisonet como Lilly: es la que asiste a la misma escuela en la que Taylor Hathaway asiste y está también integrada al equipo de gimnasia de la escuela."Las orugas".
- Brec Bassinger como Emma: ella asiste a la misma escuela junto con Taylor Hathaway y también en el equipo de gimnasia de la escuela. "Las orugas". Y también es algo torpe y despistada.
- White Diamond como Sophie, ella al igual que Lilly, Emma, Meadow, Susan y Taylor asisten a la misma escuela y equipo de gimnasia ella es una de las amigas de Taylor Hathaway.
- Megan Goodman como Susan: ella es otra de las amigas de Taylor y asiste junto con ella y el resto del equipo de gimnasia y a la misma escuela.
- Julliette Angelo como Meadow: es la chica nueva de la escuela de Taylor es una chica muy nerviosa y asustadisa. Ella en su primer día tiene miedo de no encajar en la escuela pero gracias a Taylor superó su miedo y su convirtieron en las mejores amigas. Ella está integrada en "Las orugas". junto con Taylor.
- JT Neal como Scott, él es el novio de Taylor Hathaway es el capitán del equipo de fútbol y asiste a la misma escuela que Taylor, él es el chico más lindo de toda su escuela y por alguna extraña razón encuentra a Frankie Hathaway adorable.
- Kim Yarbrough como Madame Labuef: es una mujer mística y espiritual que se gana la vida exorcizando fantasmas indeseados.
- Nick Merico como Antonio: es amigo de Taylor Hathaway.

## Producción
El rodaje del episodio "Piloto" de The Haunted Hathaways se anunció en agosto de 2012 y comenzó a filmarse en algún momento del mismo año. El 1 de julio de 2013, Nickelodeon confirma que el estreno de la serie será el 13 de julio de 2013, luego de un nuevo episodio de la serie hit Sam & Cat. The Haunted Hathaways tiene la producción ejecutiva por Boyce Bugliari y Jamie McLaughlin (Bucket & Skinner's Epic Adventures). Los dos han sido socios para escribir más de una década, y más recientemente a escribir para TV terrestre del Exes y Beavis and Butthead de MTV. También sirvieron como escritores y productores acerca de Kid Notorious en Comedy Central y su muy popular programa de noticias graciosas sobre las celebridades en The Showbiz Show con David Spade.

## Episodios
| Temporada | Temporada | Episodios | Estados Unidos      | Estados Unidos     | Hispanoamérica        | Hispanoamérica           | España                  | España                  |
| Temporada | Temporada | Episodios | Comienzo            | Final              | Comienzo              | Final                    | Comienzo                | Final                   |
| --------- | --------- | --------- | ------------------- | ------------------ | --------------------- | ------------------------ | ----------------------- | ----------------------- |
|           | 1         | 26        | 13 de julio de 2013 | 31 de mayo de 2014 | 1 de febrero de 2014  | 16 de octubre de 2014    | 9 de diciembre de 2013  | 18 de diciembre de 2014 |
|           | 2         | 23        | 28 de junio de 2014 | 5 de marzo de 2015 | 23 de octubre de 2014 | 25 de septiembre de 2015 | 22 de diciembre de 2014 | 2 de septiembre de 2015 |

### Episodios especiales
| Episodio                  | Tipo                                                 | Estreno en Estados Unidos | Audiencia |
| ------------------------- | ---------------------------------------------------- | ------------------------- | --------- |
| "Haunted Voodoo"          | Especial de 2 Finales Especiales                     | 31 de mayo de 2014        | 1.69      |
| "Haunted Newbie"          | Especial del "Back to Back Premieres" de Nickelodeon | 28 de junio de 2014       | 1.35      |
| "Haunted Revenge"         | Especial del "Back to Back Premieres" de Nickelodeon | 28 de junio de 2014       | 1.23      |
| "Mostly Ghostly Girl"     | Especial de 1 hora                                   | 16 de agosto de 2014      | 2.00      |
| "The Haunted Thundermans" | Especial de 1 hora, crossover con The Thundermans    | 11 de octubre de 2014     | 2.50      |
| "Haunted Family"          | Final de la Serie                                    | 5 de marzo de 2015        | 1.48      |

## Recepción
The Haunted Hathaways debutó luego de un nuevo episodio de Sam & Cat, el 13 de julio de 2013 a las 8:30pm (ET/PT), con un total de 3.3 millones de espectadores. El episodio menos visto de la serie es hasta el momento "Haunted Play" con un total de 1.6 millones de espectadores, estrenado el 5 de octubre de 2013. El estreno obtuvo un total de 151,000 espectadores en Nickelodeon UK e Irlanda el día 5 de noviembre de 2013.